# Косенко (хутор)
Косенко — хутор в Зерноградском районе Ростовской области России.
Входит в состав Гуляй-Борисовского сельского поселения.

## География
Хутор расположен на правом берегу реки Терновой (бассейн Еи).
На хуторе имеются две улицы: улица Вольная и переулок Октябрьский.

## Население
| 2010 |
| ---- |
| 47   |